# Diego Cocca
Diego Martín Cocca Pera (ur. 11 lutego 1972 w Buenos Aires) – argentyński piłkarz pochodzenia włoskiego występujący na pozycji obrońcy, trener piłkarski, od 2025 roku prowadzi meksykański Atlas.